# Bryan Fiabema
Bryan Benjamin Solhaug Fiabema (Tromsø, 16 de febrero de 2003), más conocido como Bryan Fiabema, es un futbolista noruego que juega como delantero en el Lech Poznań de la Ekstraklasa.

## Trayectoria
Comenzó su formación como futbolista en las filas del Krokelvdalen y del Tromsø IL. En enero de 2020, tras haber formado parte del filial del Tromsø IL, firma por el Chelsea FC para formar parte de su equipo sub-23.
El 6 de marzo de 2022, Bryan es cedido al Rosenborg Ballklub de la Eliteserien hasta el final de la temporada.
En la temporada 2022-23, tras regresar al Chelsea FC, el delantero noruego vuelve a ser cedido al Forest Green Rovers Football Club de la English Football League Two, la cuarta división del fútbol inglés, donde jugó apenas 640 minutos en 14 partidos en los que anotó un gol.
El 30 de enero de 2023, regresa al Chelsea FC para formar parte de su equipo sub-21 en la Premier League 2, donde sólo disputó 7 minutos, en la última jornada de liga.
El 11 de agosto de 2023, firma por la Real Sociedad B de la Primera Federación.

### Internacional
Ha debutado con la selección de fútbol sub-20 de Noruega.

## Clubes
| Club                               | País       | Año       |
| ---------------------------------- | ---------- | --------- |
| Tromsø IL II                       | Noruega    | 2019-2020 |
| Chelsea F. C. sub-23               | Inglaterra | 2020-2022 |
| Rosenborg Ballklub (cedido)        | Noruega    | 2022      |
| Chelsea F. C. sub-21               | Inglaterra | 2022-2023 |
| Forest Green Rovers F. C. (cedido) | Inglaterra | 2022-2023 |
| Real Sociedad "B"                  | España     | 2023-2024 |
| Lech Poznań                        | Polonia    | 2024-act. |

## Palmarés

### Títulos nacionales
| Título      | Club        | País    | Año  |
| ----------- | ----------- | ------- | ---- |
| Ekstraklasa | Lech Poznań | Polonia | 2025 |